# Arnold Spuler

Arnold Spuler

Arnold Spuler (* 1. Juni 1869 in Durmersheim in Baden; † 15. März 1937 in Aidenried am Ammersee) war ein deutscher Arzt, Entomologe (Lepidopterologe), Universitätsprofessor und Politiker (DNVP und BMP).

## Leben und Wirken
Arnold Spulers Vater war ein praktischer Arzt und mit einer Tochter des Oberschulrats Joseph Frick verheiratet.
Nach dem Besuch des Gymnasiums in Karlsruhe gehörte Spuler von 1887 bis 1888 dem 2. badischen Feldartillerie-Regiment Nr. 30 an. Anschließend studierte er Naturwissenschaften und Medizin in Freiburg im Breisgau und Berlin. 1891 promovierte er zum Dr. phil., 1893 erhielt er die ärztliche Approbation.
Im Herbst 1893 wurde Spuler erster Assistent am anatomischen Institut der Universität Erlangen. 1895 promovierte er dort zum Dr. med. und ein Jahr später, 1896, habilitierte er mit seinem Beitrag zu Binde- und Stützsubstanzen zum Privatdozenten. 1903 wurde Spuler zum außerordentlichen Universitätsprofessor berufen und befasste sich mit den zoologischen Themen. 1905 beschrieb er erstmals den Allophyes corsica, 1910 kam noch der Aspilapteryx Spuler und die Gattung Infurcitinea Spuler hinzu.
Von 1914 bis 1918 nahm Spuler als Oberstabsarzt am Ersten Weltkrieg teil. Nach dem Krieg wurde Spuler Mitglied der DNVP, für welche er auch ab 1924 im Reichstag saß. 1920 wurde er zum ordentlichen Universitätsprofessor der Histologie und Entwicklungsgeschichte an der Universität Erlangen berufen.
Von 1920 bis 1924 saß Spuler für die Bayerische Mittelpartei als Abgeordneter für den Stimmkreis Lindau, Sonthofen, Kempten, Illertissen-Neu-Ulm, Augsburg und Schwabmünchen im Bayerischen Landtag. Er war in unterschiedlichen Landtagsausschüssen aktiv und er schrieb an einer Änderung der Bamberger Verfassung mit, welche Ende 1923 ratifiziert wurde. Spuler war von 1920 bis 1924 Mitglied des Eisner-Ausschusses. Anschließend war er von Dezember 1924 bis Mai 1928 im dritten Reichstag der Weimarer Republik, in dem er den Wahlkreis 24 (Oberbayern-Schwaben) vertrat. 1927 war er maßgeblich bei der Diskussion und letztendlichen Zustimmung zum Gesetz zur Bekämpfung der Geschlechtskrankheiten (GBG) beteiligt.
Spuler verfasste anatomische, entwicklungsgeschichtliche, biologische und zoologische Abhandlungen sowie Bücher über Schmetterlinge. Das mehrbändige Werk Die Schmetterlinge Europas (Titel Band 4: Die Raupen der Schmetterlinge Europas) aus dem Jahr 1908 galt über Jahrzehnte als Standardwerk der Lepidopterologie.
Spuler war Mitglied des Deutschen Alpenvereins. Er besaß ein Bauernhof in Aidenried, seinem Sterbeort.

## Ehrungen
Nach Arnold Spuler ist der Spulers Glasflügler (Synanthedon spuleri) benannt.

## Schriften
- Zur Phylogenie und Ontogenie des Flügelgeäders der Schmetterlinge. 1892.
- Beiträge zur Histologie und Histiogenese der Binde- und Stützsubstanz. Wiesbaden 1896.
- Beiträge zur Histogenese des Mesenchyms. 1897.
- Übersicht der lepidopteren-Fauna des Grossherzogtums Baden. 1898.
- Über die Teilungserscheinungen der Eizelle in degenerierenden Follikeln des Säugerovariums. Wiesbaden 1901.
- Die Raupen der Schmetterlinge Europas. 1904.
- Die Schmetterlinge Europas. 1908. (mit Ernst Hofmann)
- Die sogenannten Kleinschmetterlinge Europas einschließlich der primitiven Familien der sogenannten Grossschmetterlinge, sowie der Nolidae, Syntomidae, Nycteolidae und Arctiidae. Stuttgart 1913. (Dissertation)